# Atherigona tedderi
Atherigona tedderi är en tvåvingeart som beskrevs av Deeming 1979. Atherigona tedderi ingår i släktet Atherigona och familjen husflugor.
Artens utbredningsområde är Nigeria. Inga underarter finns listade i Catalogue of Life.